# Till the World Ends
Till the World Ends druhý singl z alba Femme Fatale americké zpěvačky Britney Spears. Song byl vydán 4. březen 2011. Produkce se ujali producenti Dr. Luke, Max Martin a Billboard. Měl by znázorňovat konec světa.

## Videoklip
Apokalyptické taneční video z městského undergroundu režíroval Ray Kay. Britney a Ray Kay natočili dvě verze tohoto klipu. Jedná se o normální verzi a o prodlouženou taneční. [zdroj?]

## Tracklist

### Digitální verze - Singl
1. "Till the World Ends" – 3:58

### Digitální verze – The Remixes
1. "Till the World Ends" – 3:58
2. "Till the World Ends" (Bloody Beatroots Extended Remix) – 4:06
3. "Till the World Ends" (White Sea Extended Club Remix) – 4:50
4. "Till the World Ends" (Kik Klap Radio Remix) – 3:41
5. "Till the World Ends" (Alex Suarez Radio Remix) – 3:56
6. "Till the World Ends" (Friscia and Lamboy Club Remix) – 9:57
7. "Till the World Ends" (Varsity Team Radio Remix) – 4:15
8. "Till the World Ends" (Karmatronic Extended Club Remix) – 6:47

### Digitální verze - The Femme Fatale Remix
1. "Till the World Ends" (The Femme Fatale Remix) (ft. Nicki Minaj a Kesha) – 4:44

## Hitparáda
| Země      | Umístění |
| --------- | -------- |
| Austrálie | 8        |
| Brazílie  | 6        |
| Česko     | 19       |
| Dánsko    | 7        |
| Francie   | 9        |
| Irsko     | 7        |
| Kanada    | 4        |
| Polsko    | 1        |
| Slovensko | 8        |
| Švýcarsko | 7        |
| UK        | 21       |
| US 100    | 3        |
| US Pop    | 4        |